# Реформа російської орфографії 1918
Орфографі́чна рефо́рма 1917—1918 ро́ків — полягала в зміні ряду правил російського правопису, серед яких найпомітнішим виявилося вилучення декількох літер зі складу російської абетки.

## Історія реформи
Реформа обговорювалася і готувалася задовго до її практичного проведення. Вперше вона оформилася у вигляді «Предварительного сообщения» Орфографічної підкомісії при Імператорській Академії наук під головуванням Олексія Олександровича Шахматова (1904). У 1911 році особлива нарада при Академії наук в загальному вигляді схвалила роботу попередньої комісії і винесла із цього приводу свою резолюцію: детально розробити основні частини реформи; відповідна ухвала була опублікована в 1912 році. З того часу з'являються одиничні видання, надруковані за новою орфографією. Офіційно реформа була оголошена 11 (24) травня 1917 року у вигляді «Постановлений совещания по вопросу об упрощении русского правописания», а 17 (30) травня на підставі вказаних матеріалів Міністерство народної освіти Тимчасового уряду наказало опікунам округів негайно провести реформу російського правопису; ще один циркуляр вийшов 22 червня (5 липня). Втім, реформа тоді почалася тільки в школі, що було підтверджене декретом радянського Народного комісаріату освіти від 23 грудня 1917 року (5 січня 1918 року за новим стилем). Для преси і діловодства обов'язковим став тільки декрет Ради народних комісарів від 10 жовтня того ж року (опублікований в «Известиях» 13 жовтня) і ухвала президії Вищої ради народного господарства «Об изъятии из обращения общих букв русского языка» (літери із спільним значенням: І=И, Ѣ=Е, Ѳ=Ф), опублікована наступного дня.

## Зміст реформи
За реформою:
- з абетки виключалися букви Ѣ, Ѳ, I; замість них повинні уживатися відповідно Е, Ф, И;
- виключався Ъ на кінці слів і частин складних слів, але зберігався як розділовий знак (подъём, адъютант);
- змінювалося правило написання приставок на з-/с-: тепер усі вони (окрім власне с-) кінчалися на с перед будь-якою глухою приголосною і на з перед дзвінкими приголосними і перед голосними (разбить, разораться, разступиться → разбить, разораться, але расступиться);
- у родовому і знахідному відмінках прикметників і дієприкметників закінчення -аго, -яго замінювалося на -ого, -его (наприклад, новаго → нового, лучшаго → лучшего, ранняго → раннего), в називному і знахідному відмінках множини жіночого і середнього родів -ыя, -ія — на -ые, -ие (новыя (книги, изданія) → новые);
- словоформи жіночого роду множини «онѣ», «однѣ», «однѣхъ», «однѣмъ», «однѣми» замінювалися на «они», «одни», «одних», «одним», «одними»; словоформа родового відмінка однини ея (нея) — на ее (нее) або её (неё).

У останніх пунктах реформа, взагалі кажучи, зачіпала не тільки орфографію, але і орфоепію і граматику, оскільки написання «онѣ», «однѣ», «ея» (що відтворювали церковнослов'янську орфографію) деякою мірою встигли увійти до російської вимови, особливо в поезію (там, де брали участь в римі: «онѣ»/«женѣ» у Пушкіна, «моя»/«нея» у Тютчева і ін.).
Реформа нічого не говорила про долю рідкісної літери Ѵ — на практиці після реформи вона також остаточно зникла з абетки.

## Практичне здійснення
Згідно з декретом, «усі урядові видання, періодичні (газети й журнали) і неперіодичні (наукові праці, збірки тощо), всі документи й папери повинні з 15 жовтня 1918 р. друкуватися згідно з новим правописом».
Таким чином, приватні видання формально могли друкуватися за старою (або взагалі будь-якою) орфографією. Переучування раніше навчених старій нормі згідно з декретом не допускалося.
На практиці ж державна влада достатньо скоро встановила монополію на друкарську продукцію і вельми строго стежила за виконання декрету. Частою практикою було вилучення з друкарських кас не тільки букв I, Ѣ і Ѳ, але і Ъ. Через це широке розповсюдилося написання апострофа як розділового знаку на місці Ъ (под'ём, ад'ютант), яке стало сприйматися як частина реформи (хоча насправді, з погляду букви декрету Раднаркому, такі написання були помилковими). Проте, деякі наукові видання (пов'язані з публікацією старих творів і документів; видання, набір яких почався ще до революції) виходили зі старої орфографії (окрім титульного листа і, часто, передмов) аж до 1929 року.

## Позитивні сторони реформи
Реформа скоротила кількість орфографічних правил, що не спиралися на вимову, наприклад, відмінність родів у множині чи необхідність заучування довгого списку слів, які писалися через «ѣ» (причому щодо складу цього списку серед лінгвістів велися суперечки, а різні орфографічні довідники часом суперечили один одному).
Реформа призвела до деякої економії при письмі і друкарському наборі, виключивши Ъ на кінці слів (за оцінками Льва Васильовича Успенського, текст у новій орфографії стає приблизно на 1/30 коротше).
Реформа усунула з російської абетки пари повністю омофонічних графем (Ѣ і Е, Ѳ і Ф, І і И), наблизивши абетку до реальної фонологічної системи російської мови.

## Критика реформи

### До здійснення
Поки реформа обговорювалася, відносно її висловлювалися різні заперечення:

- никто не имѣетъ права насильственно производить измѣненія въ системѣ установившейся орѳографіи… допустимы только такія измѣненія, которыя происходятъ незамѣтно, подъ вліяніемъ живаго примѣра образцовыхъ писателей;
- въ реформѣ нѣтъ никакой настоятельной надобности: усвоеніе правописанія затрудняется не столько самимъ правописаніемъ, сколько плохими методами обученія…;
- реформа совершенно неосуществима…:
  - нужно, чтобы одновременно съ проведеніемъ реформы орѳографіи въ школѣ были перепечатаны по новому всѣ школьные учебники…
  - далѣе нужно перепечатать всѣхъ классическихъ авторовъ, Карамзина, Островскаго, Тургенева и др.;
  - а десятки и даже сотни тысячъ домашнихъ библіотекъ… составленныхъ нерѣдко на послѣдніе гроши въ наслѣдство дѣтямъ? Вѣдь Пушкинъ и Гончаровъ оказались бы этимъ дѣтямъ тѣмъ же, что нынѣшнимъ читателямъ допетровскія печати;
  - необходимо, чтобы весь преподавательскій персоналъ, сразу, съ полной готовностью и съ полной убѣжденностью въ правотѣ дѣла принялъ единогласно новое правописаніе и держался его…;
  - нужно… чтобы бонны, гувернантки, матери, отцы и всѣ лица, дающія дѣтямъ первоначальное обученіе, занялись изученіемъ новаго правописанія и съ готовностью и убѣжденностью обучали ему…;
  - нужно наконецъ, чтобы все образованное общество встрѣтило реформу орѳографіи съ полнымъ сочувствіемъ. Иначе рознь между обществомъ и школой окончательно дискредитируетъ авторитетъ послѣдней, и школьная орѳографія покажется самимъ учащимся коверканіемъ письма…

Звідси робився висновок: «Все это заставляетъ предполагать, что намѣченное упрощеніе правописанія цѣликомъ, съ исключеніемъ изъ алфавита четырехъ буквъ, въ ближайшемъ будущемъ въ жизнь не войдетъ». Чекати, проте, залишалося тільки п'ять років.

## Після здійснення
Незважаючи на те, що реформу було розроблено задовго до революції без яких-небудь політичних цілей професійними лінгвістами (більш того, серед її розробників був член украй правого Союзу російського народу академік Олексій Іванович Соболевський, що запропонував, зокрема, виключити Ѣ і закінчення -ыя/-ія), перші кроки до її практичної реалізації відбулися після революції, а реально прийнято й упроваджено її було більшовиками. Це визначило різко критичне ставлення до неї з боку політичних супротивників більшовизму (дане ставлення афористично виразив Іван Олексійович Бунін: «За наказом самого Архангела Михайла ніколи не прийму більшовицького правопису. Уже хоч би з одному тому, що ніколи людська рука не писала нічого подібного тому, що пишеться тепер із цього правопису»). Вона не використовувалася в більшості видань, що друкувались на контрольованих білими територіях, а потім і в еміграції. Видання російського зарубіжжя в масі своїй перейшли на нову орфографію тільки в 1940-і—1950-і роки, хоча деякі видаються по-старому досі.
Реформа зустріла також лінгвістичну критику: її звинувачували в недостатньому усуненні непослідовності старої орфографії (Микола Сергійович Трубецькой у лісті до Романа Осиповича Якобсона від 1 лютого 1921 року):
Здається, покійний Шахматов великий гріх на душу взяв, що освятив своїм авторитетом нову орфографію. Особливо з апострофами («под'ём» при «дьячек») важко погодитися, та і взагалі не набагато виходить кращим, ніж до реформи: основна проблема полягала в тому, що в кирилиці немає букви для позначення «о після пом'якшеної приголосної», а ця проблема і в новій орфографії залишилася невирішеною.
Як видно, Трубецькой був не зовсім точний, вважаючи, що апостроф, що широко застосовувався на практиці, був уведений реформою (насправді офіційно в цій функції зберігався Ъ).
Відома критика орфографічної реформи Івана Олександровича Ільїна, що містить елементи як лінгвістичні (зокрема, Ільїн дорікав новій орфографії в збільшенні кількості омографів після зникнення відмінностей на зразок есть/ѣсть, миръ/міръ), так і суспільно-політичні:
Зачѣмъ всѣ эти искаженія? Для чего это умопомрачающее сниженіе? Кому нужна эта смута въ мысли и въ языковомъ творчествѣ?

Отвѣтъ можетъ быть только одинъ: все это нужно врагамъ національной Россіи. Имъ; именно имъ, и только имъ.